# Microzargus
Microzargus is een geslacht van kevers uit de familie van de loopkevers (Carabidae). De wetenschappelijke naam van het geslacht is voor het eerst geldig gepubliceerd in 1997 door Sciaky & Facchini.

## Soorten
Het geslacht Microzargus omvat de volgende soorten:
- Microzargus hartmanni Sciaky & Facchini, 1997
- Microzargus nepalensis Sciaky & Facchini, 1997
- Microzargus schmidti Sciaky & Facchini, 1997
- Microzargus sichuanus Sciaky & Facchini, 1997
- Microzargus tibetanus Facchini & Sciaky, 2002